# Royaume de Ringerike
Le royaume de Ringerike était l'un des petits royaumes norvégiens du Moyen Âge. Il était situé dans le fylke actuel de Buskerud.

## Géographie

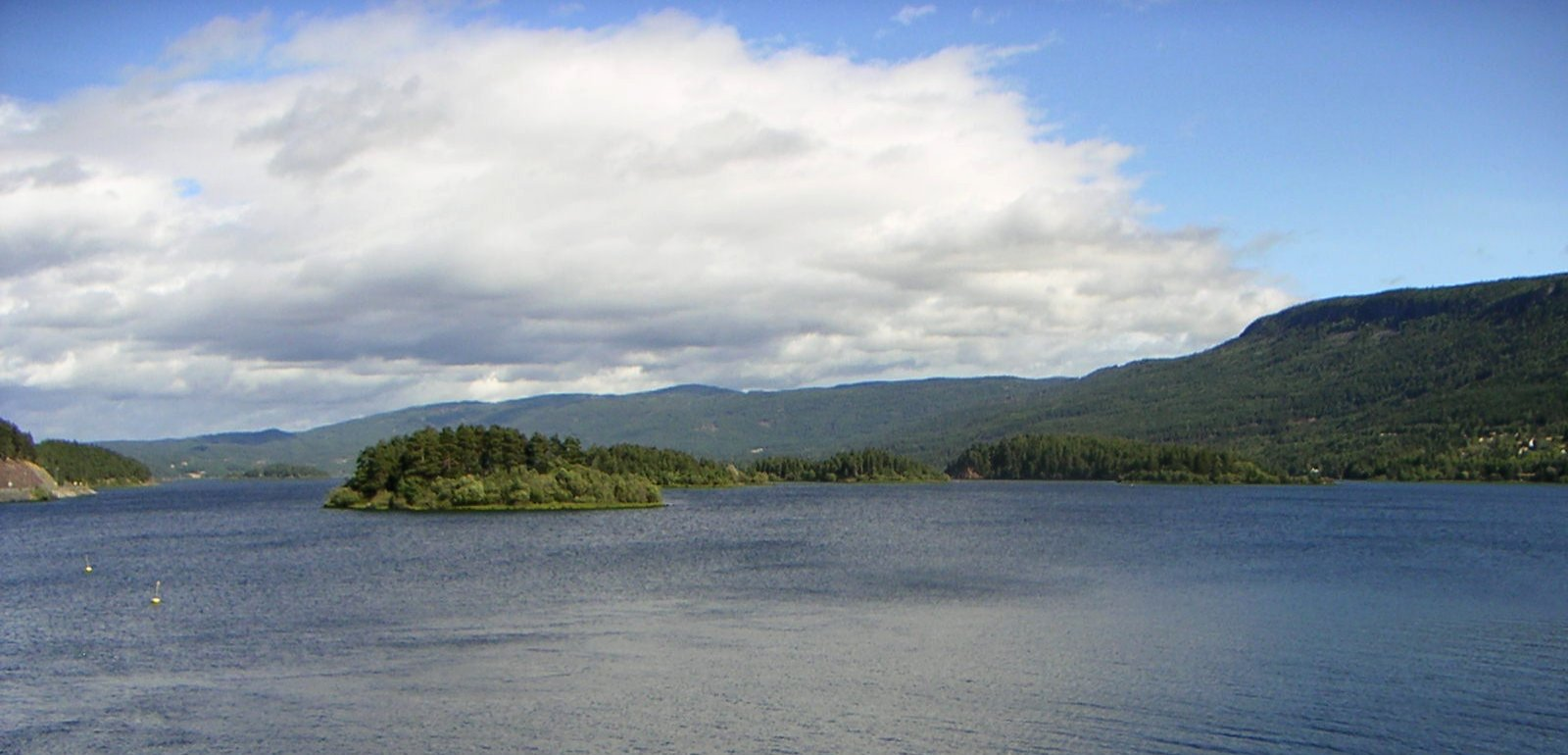
Le fjord Steinsfjord.

Lorsque le royaume de Ringerike est mentionné dans les sources anciennes telles que les sagas royales, l'aire géographique que recouvre le royaume est plus importante que celle de la commune actuelle de Ringerike. Le royaume comprenait des parties de Modum, le fjord Tyrirfjorden, des parties de Sigdal et de Krødsherad,.
Si l'on en croit les sagas, Ringerike aurait été un tridjung, c'est-à-dire un des trois composants d'un comté plus grand : Hađafylki. Les deux autres composants étant le Hadeland et Toten. Cependant, comme il n'existe pas de traces autres que les sagas, on ne sait pas si ces comtés ont réellement existé ou s'ils sont une construction des sagas.

## Histoire

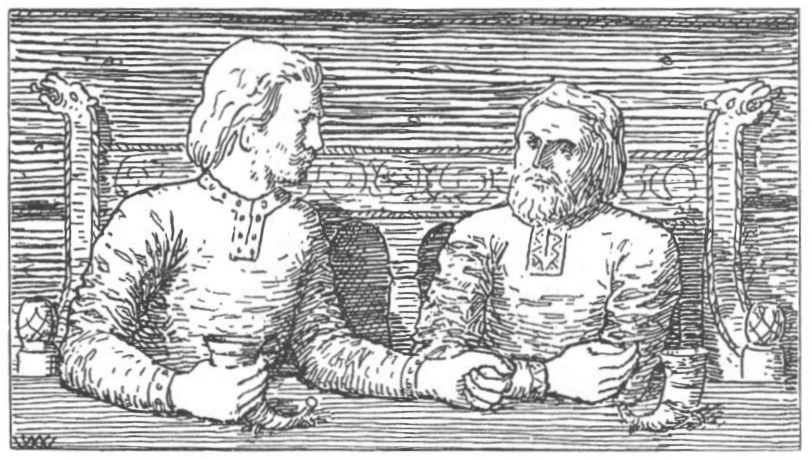
Harald et Svein — illustration de la Heimskringla, dessin de Wilhelm Wetlesen.

Selon la Heimskringla, Dagling ou Dögling était une famille légendaire du royaume. Elle descend d'un homme surnommé Dag le Grand. D'après le manuscrit islandais Hversu Noregr Byggðist, l'un des fils de Dag s'appelait Óli, qui lui-même eut un fils nommé Dag, père d'Óleif, lui-même père de Hring (le vieux roi Ring de la saga de Frithiof). Hring était le père d'Olaf, qui était le père de Helgi, lui-même père de Sigurd Hjort, qui eut pour fille Ragnhild, la mère de Harald Hårfagre.
Ringerike est mentionné à plusieurs reprises dans les sources historiques, en particulier pour ce qui est de l'unification de la Norvège. Ainsi, Halvdan Svartet et Ragnhild Sigurdsdatter eurent pour enfant Harald Hårfagre, le premier roi de Norvège.
Olaf II de Norvège a grandi à Ringerike, tout comme son demi-frère Harald Hardrada qui y est né.

## Personnages du royaume dans les sagas des rois de Norvège
- Sigurd Hjort, dont la fille, Ragnhild Sigurdsdatter, selon les sagas, s'est mariée à Halvdan Svartet
- Halvdan Svartet, le père de Harald Hårfagre, Harald Ier de Norvège
- Sigurd Syr, beau-père d'Olaf II de Norvège et père de Harald Hardråde
- Harald Hardråde, roi de Norvège de 1046 à 1066
- Alv Erlingssøn av Tornberg (né vers 1190 – mort vers 1240), lendmann et marié à Ingeborg Bårdsdatter av Rein, sœur de Skúli Bárdarson
- Filip av Veigini (mort vers 1207), Bagler et marié à Margrete kongsdatter.
- Erling Alvsson av Tornberg, baron et fils d'Alv Erlingssøn l'ancien et père du jarl Alv Erlingsson (le jeune)

## Pierre runique d'Alstad

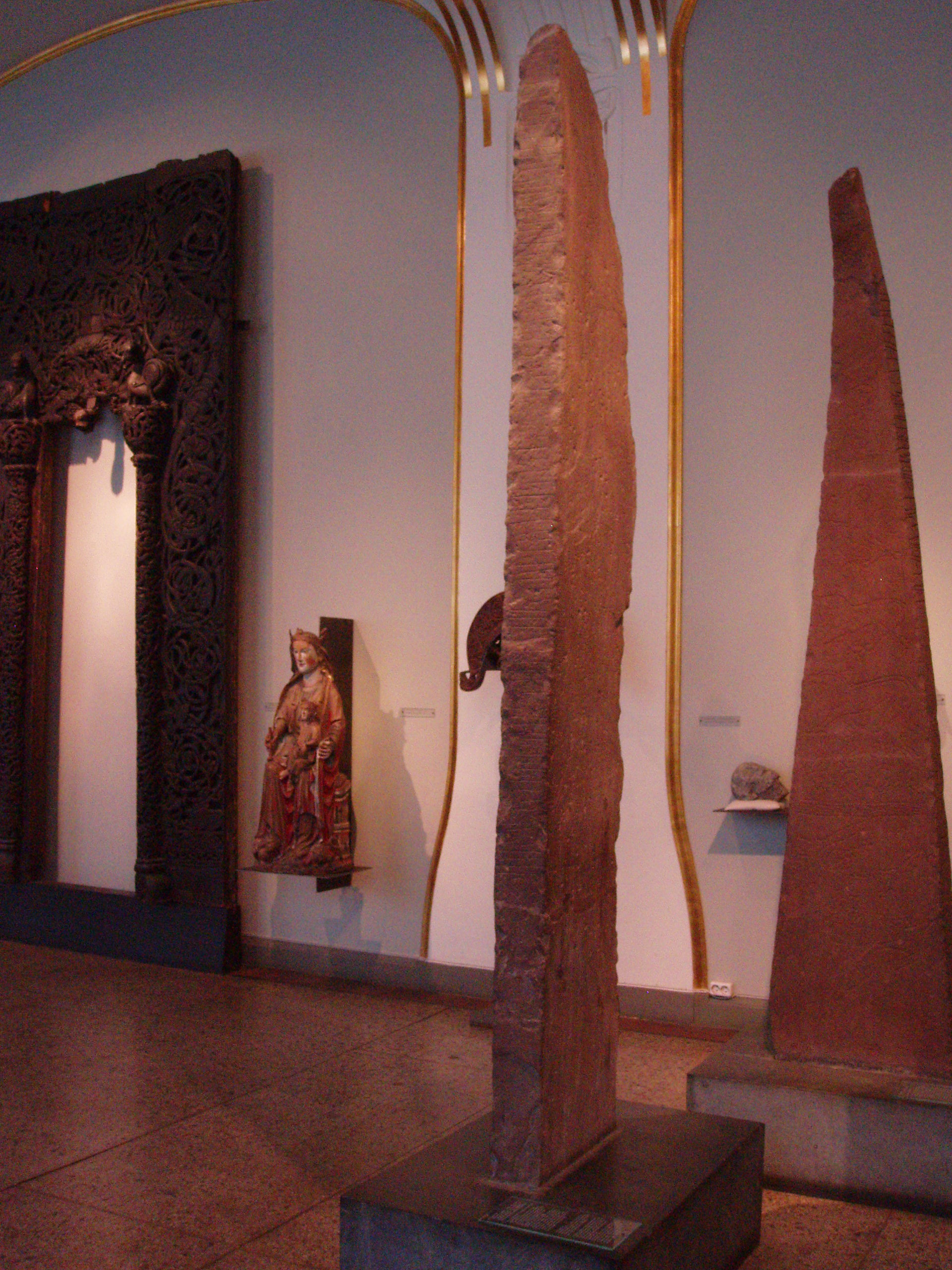
La pierre runique d'Alstad.

La pierre d'Alstad, qui fut découverte dans la ferme Nedre Alstad à Østre Toten, est une pierre runique sur laquelle il est fait la première mention de Hringariki. La pierre, décorée dans le style de Ringerike, porte l'inscription : Jórunnr reisti stein þenna eptir «au-aun-» er hana [á]tti, ok fœrði af Hringaríki útan ór Ulfeyj[u]. Ok myndasteinn [mæt]ir þessi.
Terje Spurkland, dans son livre I begynnelsen var futhark, l'interprète ainsi : Jorunn a érigé cette pierre en mémoire de ..., qui était marié avec elle, et l'a fait sortir de Ringerike à partir d'Ulvøy. L'île d'Ulvøy est une des îles du fjord Steinsfjord.